# Castagnède (Haute-Garonne)
Castagnède ist eine französische Gemeinde mit 178 Einwohnern (Stand 1. Januar 2022) im Département Haute-Garonne in der Region Okzitanien (zuvor Midi-Pyrénées). Die Einwohner werden als Castagnétois bezeichnet.

## Geographie
Nachbargemeinden sind: La Bastide-du-Salat im Département Ariège, Lacave im Département Ariège, Prat-Bonrepaux im Département Ariège, Mauvezin-de-Prat im Département Ariège, Saleich und His.

## Bevölkerungsentwicklung
| Jahr                      | 1962 | 1968 | 1975 | 1982 | 1990 | 1999 | 2007 | 2012 | 2016 | 2019 |
| ------------------------- | ---- | ---- | ---- | ---- | ---- | ---- | ---- | ---- | ---- | ---- |
| Einwohner                 | 206  | 198  | 210  | 183  | 175  | 185  | 175  | 180  | 187  | 190  |
| Quelle: Cassini und INSEE |      |      |      |      |      |      |      |      |      |      |

## Sehenswürdigkeiten
- Kirche Notre-Dame-de-l’Assomption, erbaut 1830